# Penteskoufia
Penteskoufia és una àrea d'interés arqueològic sobre un turó coronat per un fort a uns 1.200 m al sud-oest d'Acrocorint.

## Pínaxs de Penteskoufia
És un jaciment famós en els anals arqueològics perquè en una canyada al pendent nord del turó, a uns 3 km al sud-oest de l'antiga Corint, es descobriren més de mil pínaxs (en grec, πίνακες i en singular, πίναξ, 'pínax') de terracota al voltant del 1879 durant una excavació clandestina. Altres excavacions i troballes fortuïtes en el jaciment n'han augmentat el nombre de fragments fins al voltant de 1.500.
Els pínaxs, que foren venuts il·legalment, es troben ara fragmentats, en museus de Berlín (la gran majoria, al Museu Antikensammlung), París (16 al Museu del Louvre) i Corint (més de 250), i provenien d'un santuari corinti dedicat a Posidó, del qual no han aparegut restes arquitectòniques fins ara.
Moltes plaques estan perforades per a poder penjar-les, potser de les branques dels arbres en el tèmenos. Aquests pínaxs sovint estan representats en gots grecs, amb hermes, penjant de cordes a la paret d'un temple o en un arbre.
Les ofrenes que s'han trobat a Penteskoufia no són pas úniques. De semblants n'han aparegut a Peracora, al districte de terrissaires de Corint, Epidaure i Atenes. Poden datar-se amb prou facilitat pels diferents estils i es feren servir durant un període prou llarg. Sembla que les més antigues poden ser-ne del c. 650 abans de la nostra era, tot i que la majoria pertany a l'estil de figures negres corínties tardanes de ca. 570-500 ae.

### Descripció
En aquest santuari de Posidó, era normal que els navegants oferissen aquests pínaxs amb distintes representacions de sacrificis o ofrenes, com a exvots. Molts estan pintats en tots dos costats, amb motius diferents.
Alguns pínaxs duen inscripcions votives dedicades a les divinitats marines, Posidó en alfabet epicòric corinti, amb representacions del déu i Anfitrite, la reina de la mar, amb atributs marins i eqüestres. També n'hi ha naus i escenes de la vida quotidiana, com ara oficis, com terrissaires treballant amb els torns i kilns (forns), llenyataires, vaixells...
Els pínaxs trobats proporcionen dades d'interés per al coneixement dels cultes locals en temps de la Grècia arcaica, com ara, sobre el culte a Posidó i Anfitrite, la vida i treballs i utensilis quotidians de l'època i un text per a l'estudi de l'alfabet epicòric i el dialecte corinti.

## Galeria d'alguns pínaxs de Berlín
Semblen ser del 575-550 ae.

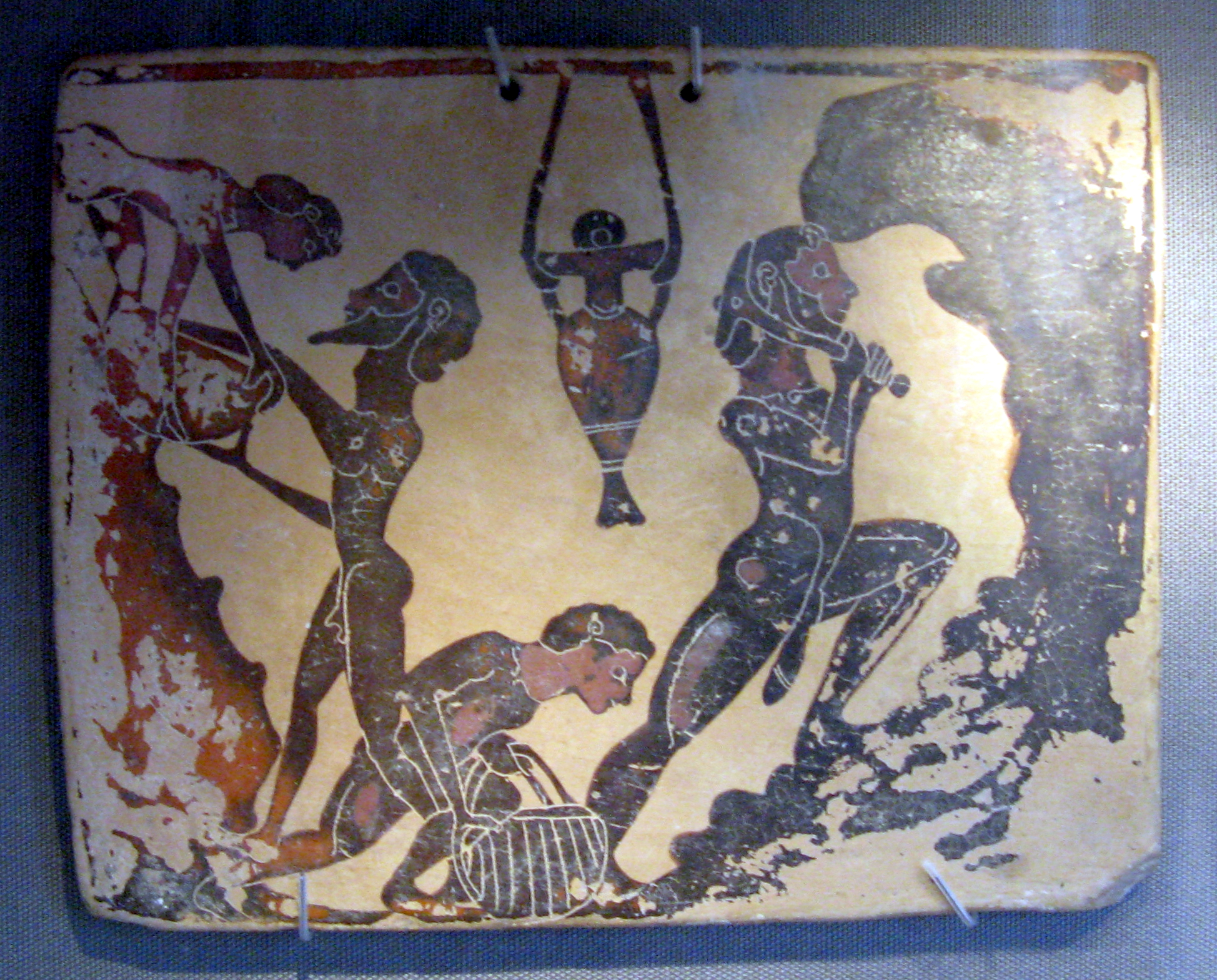
Obtenint l'argila
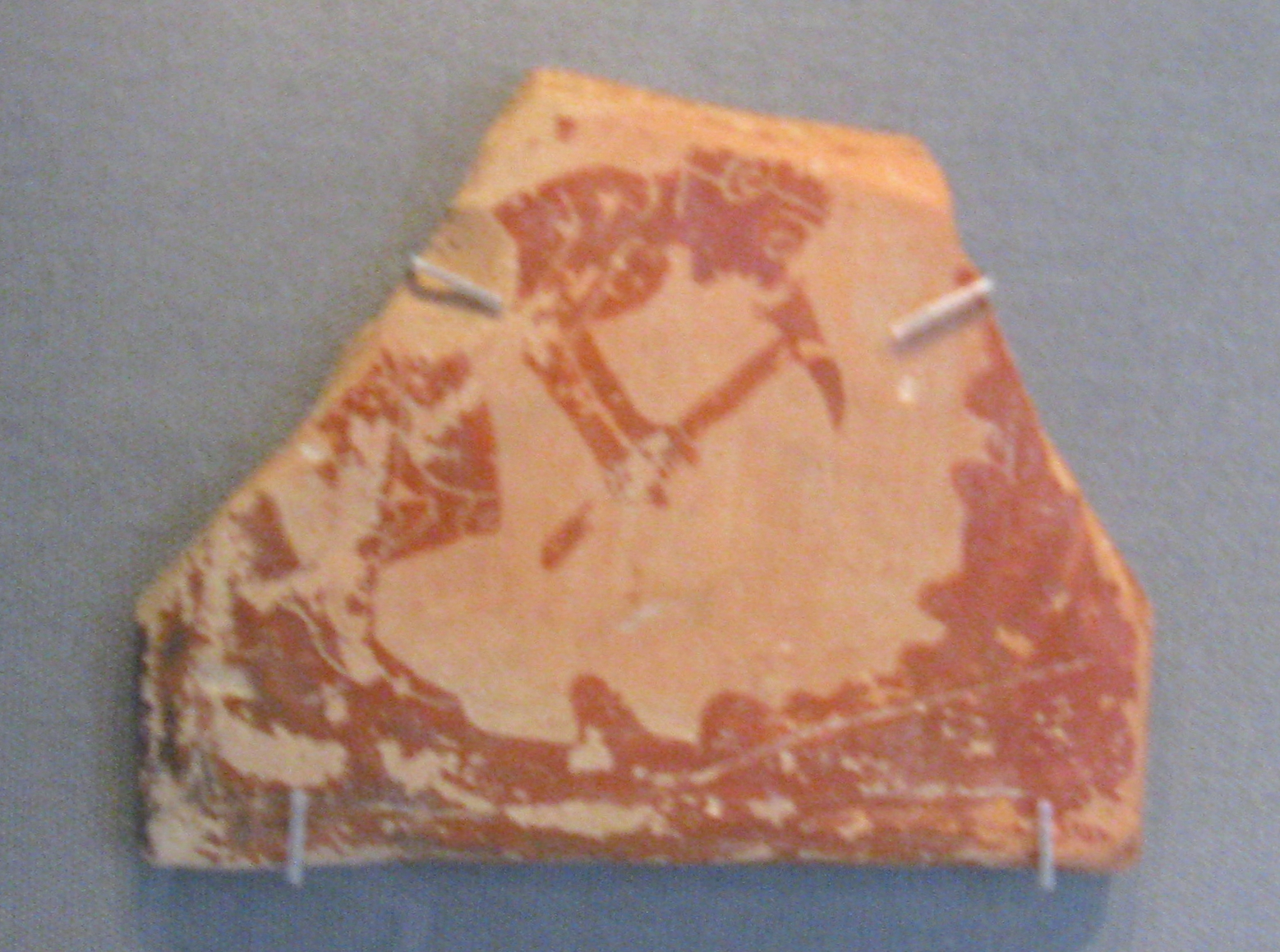
Descàrrega d'argila
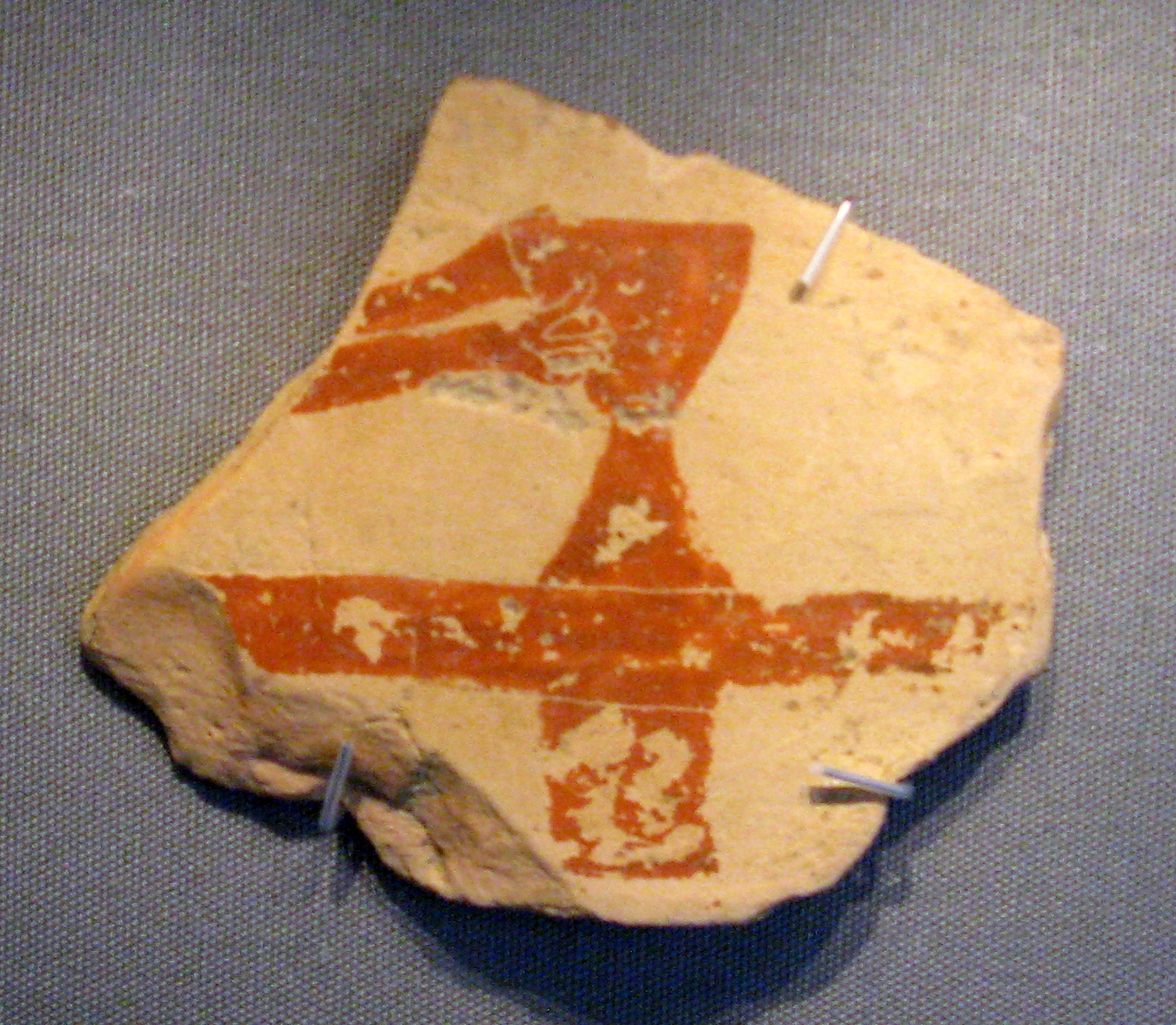
Elaboració de ceràmica
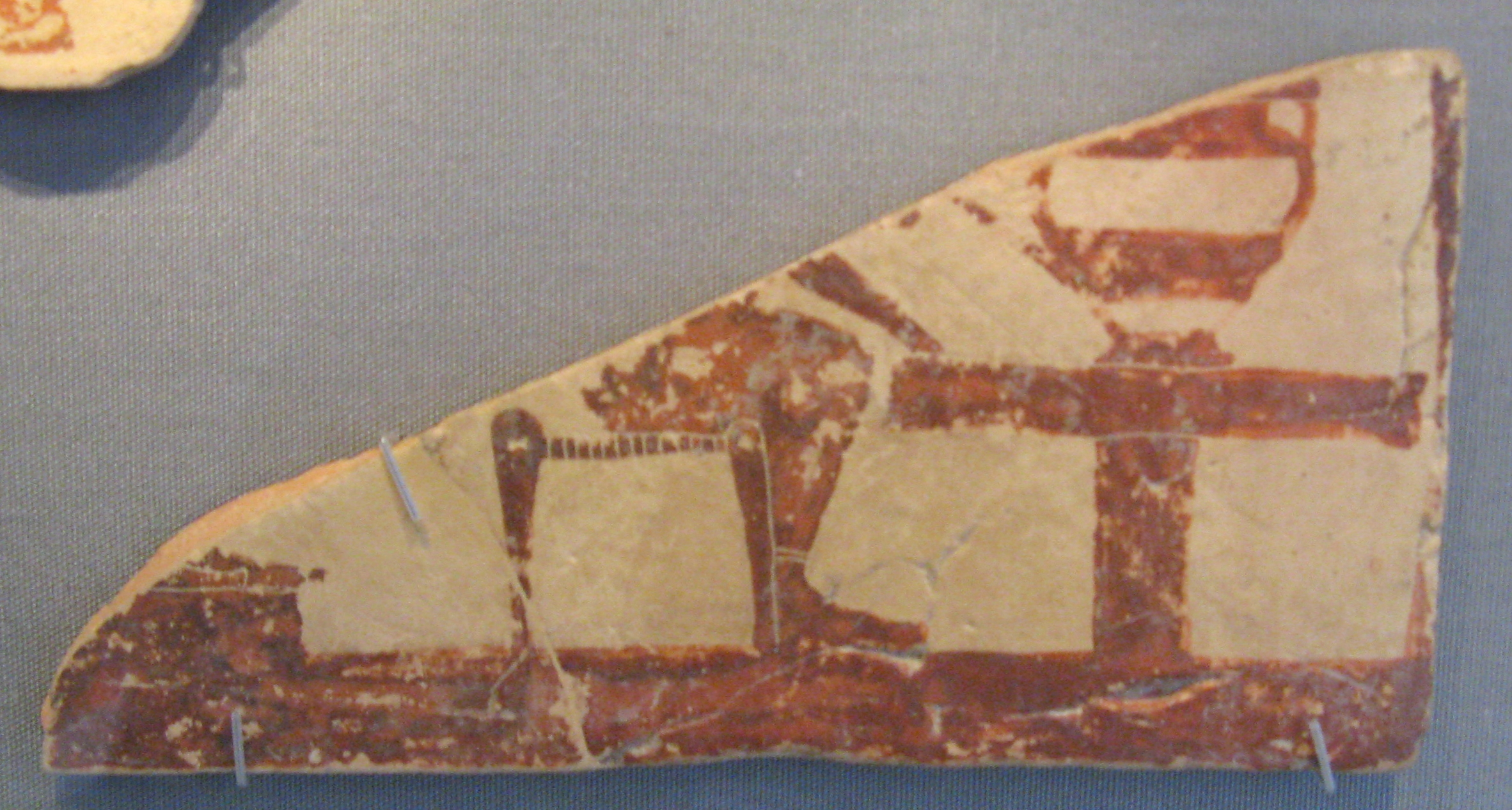
Elaboració de gerro de ceràmica
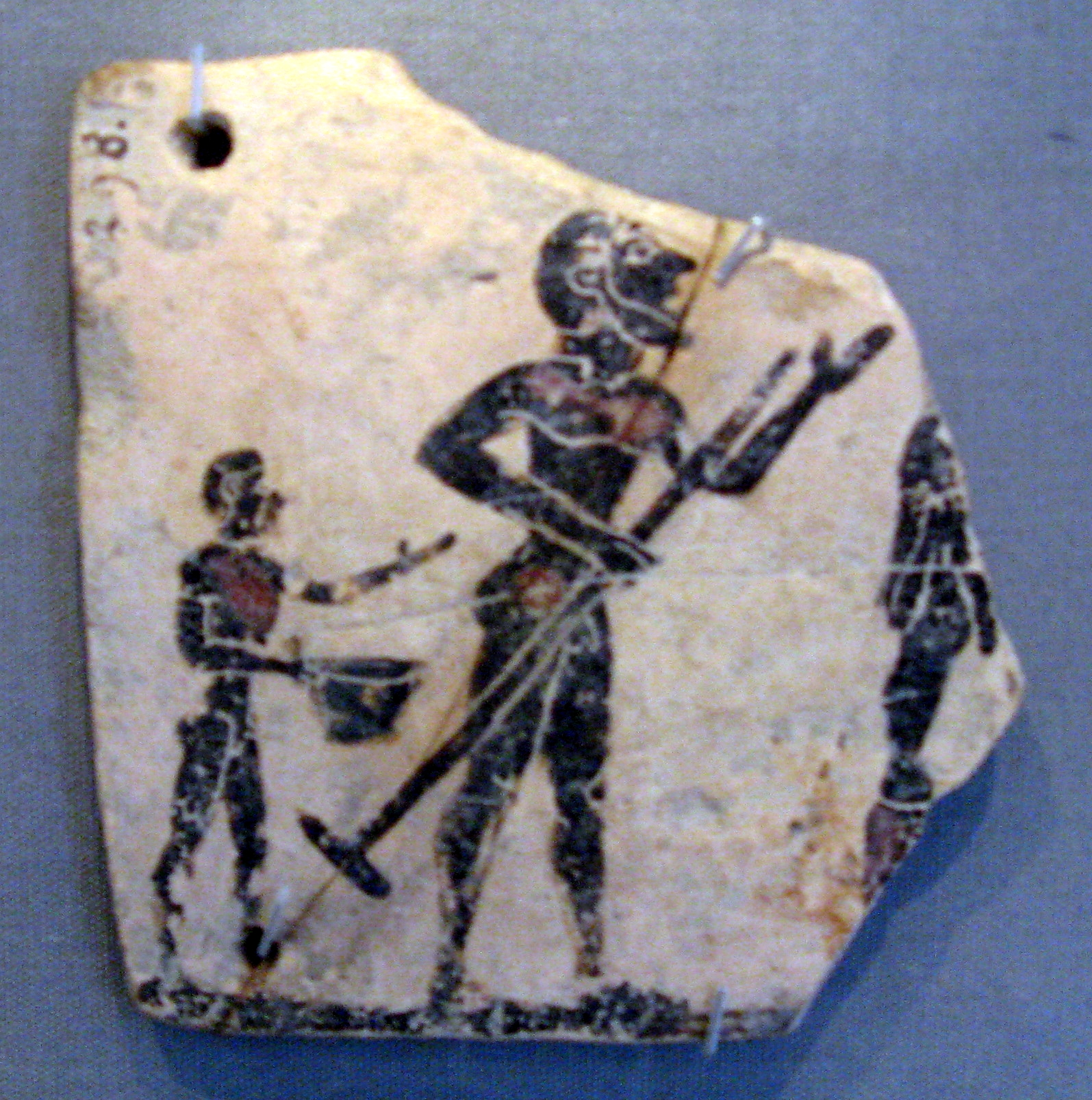
Escalfant el kiln (forn) per a fer ceràmica
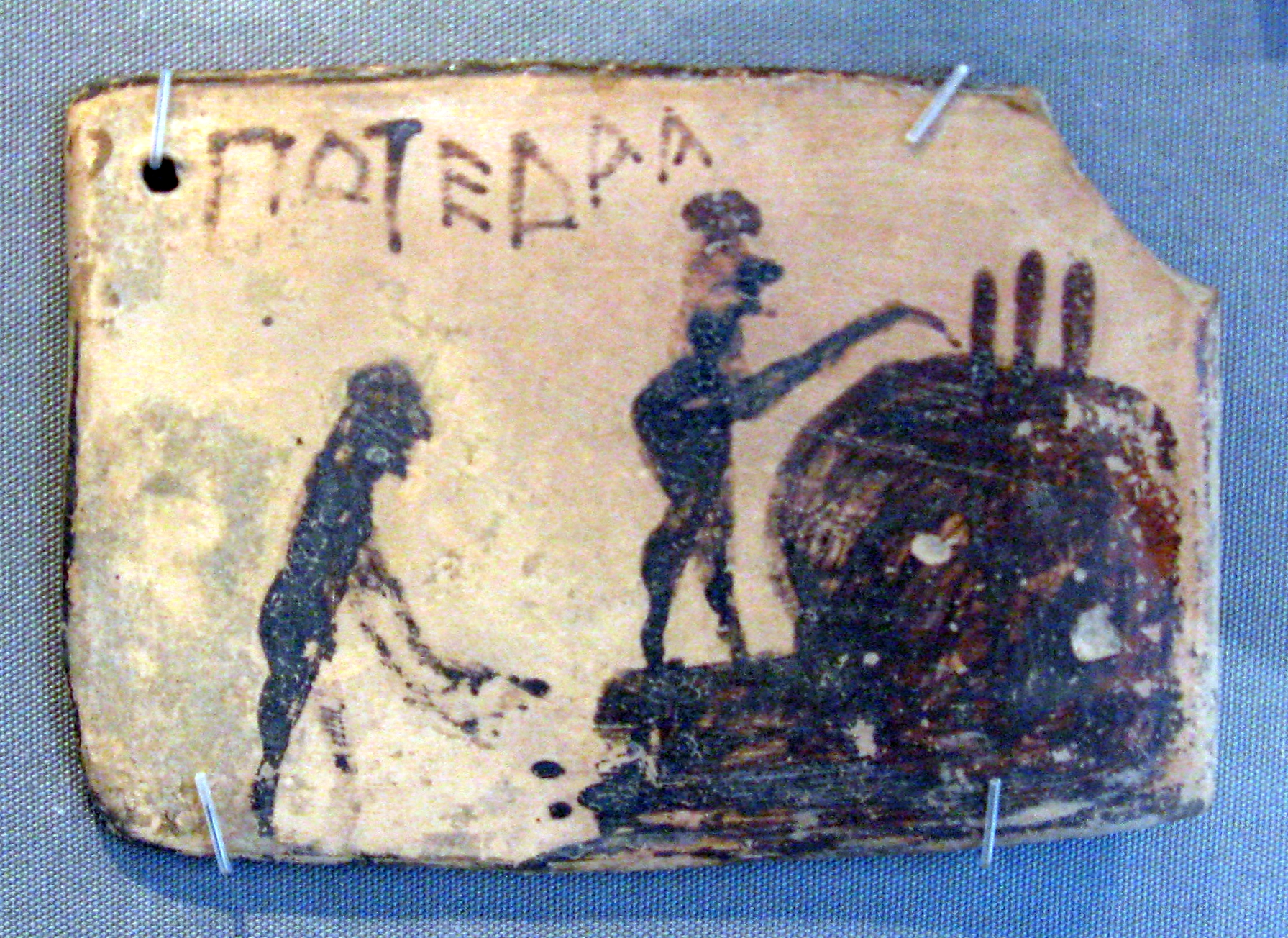
Kiln per a la fabricació de ceràmica
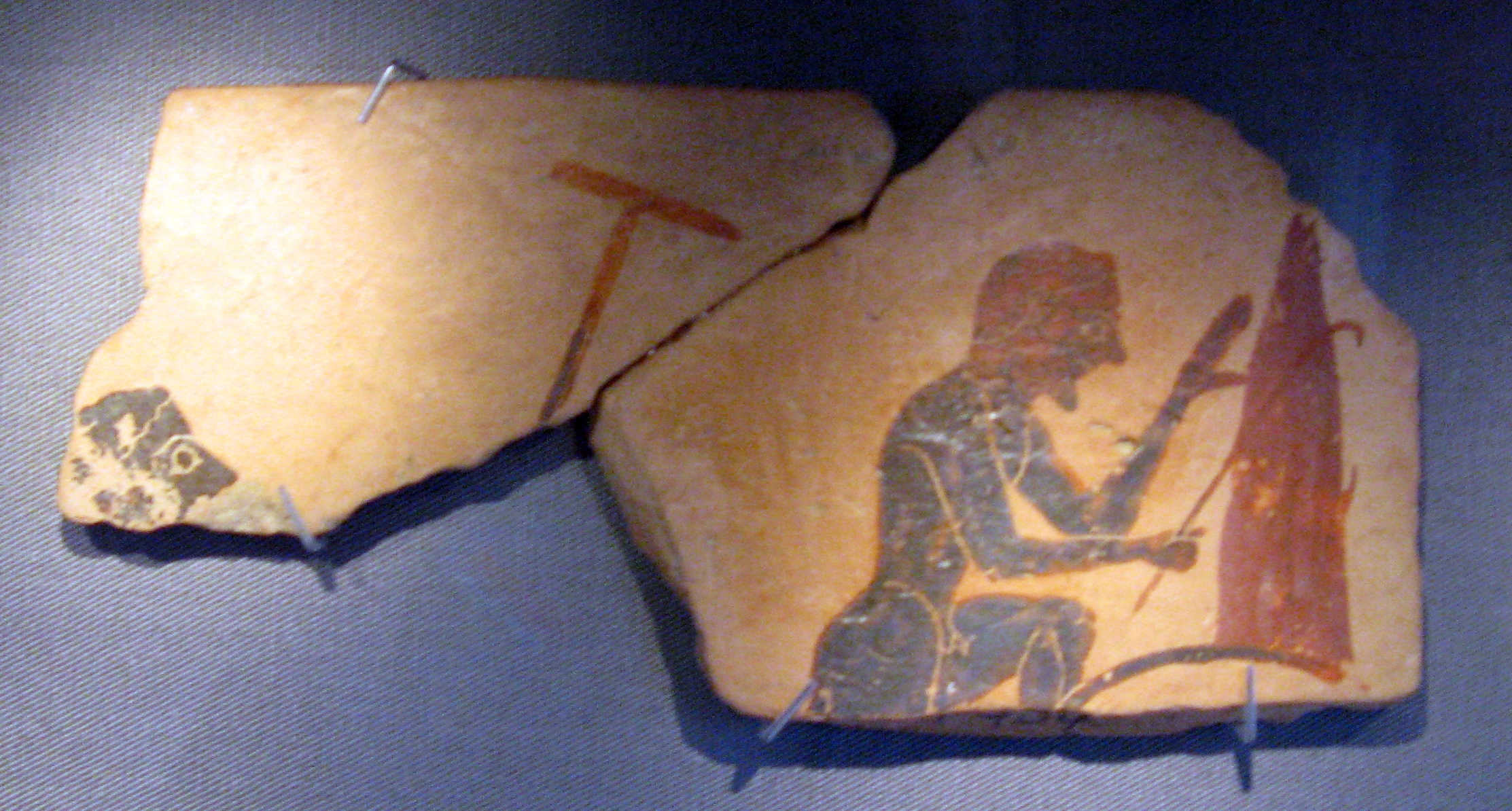
Procés de producció de ceràmica
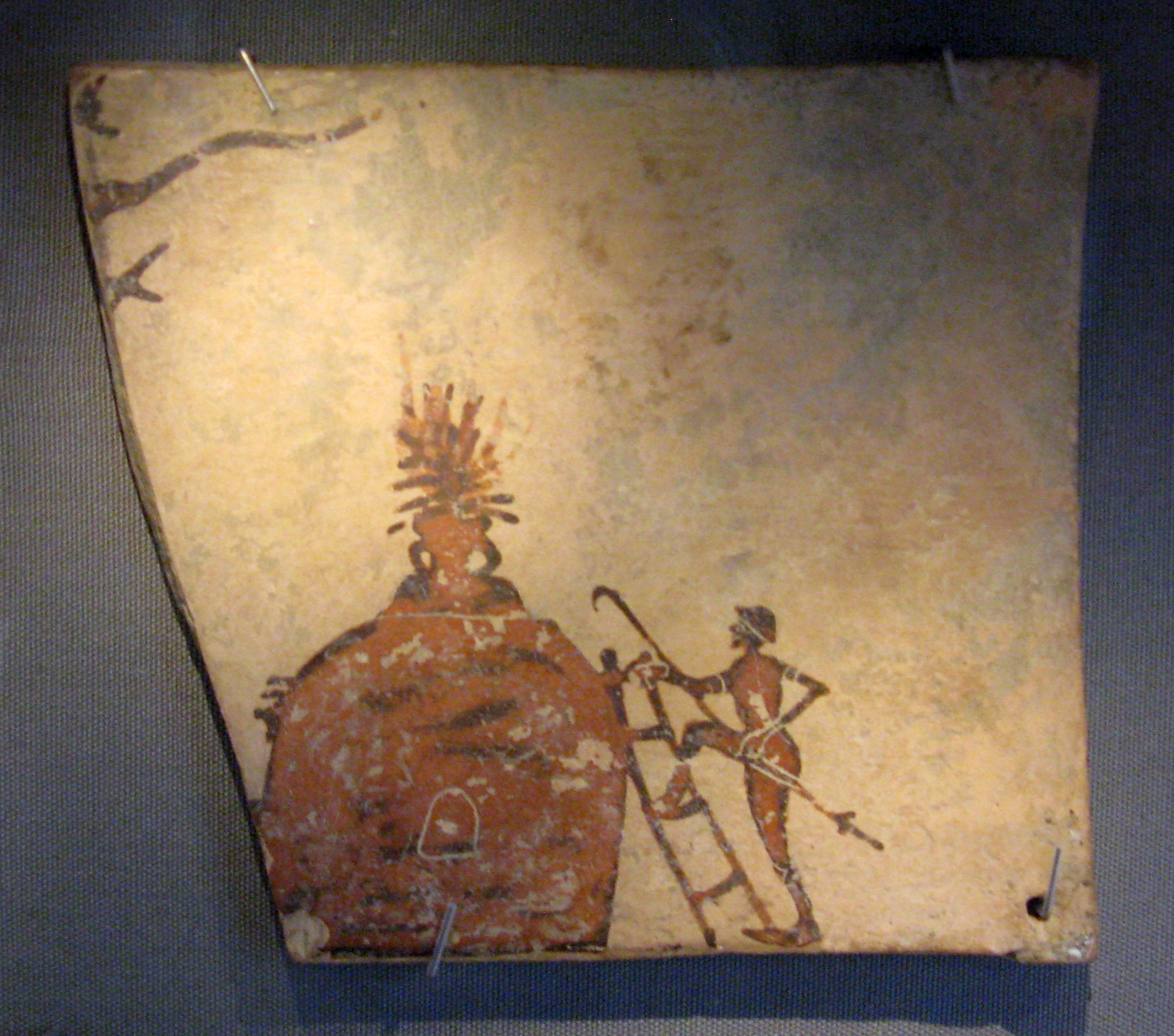
Escalfament del forn per a la fabricació de ceràmica
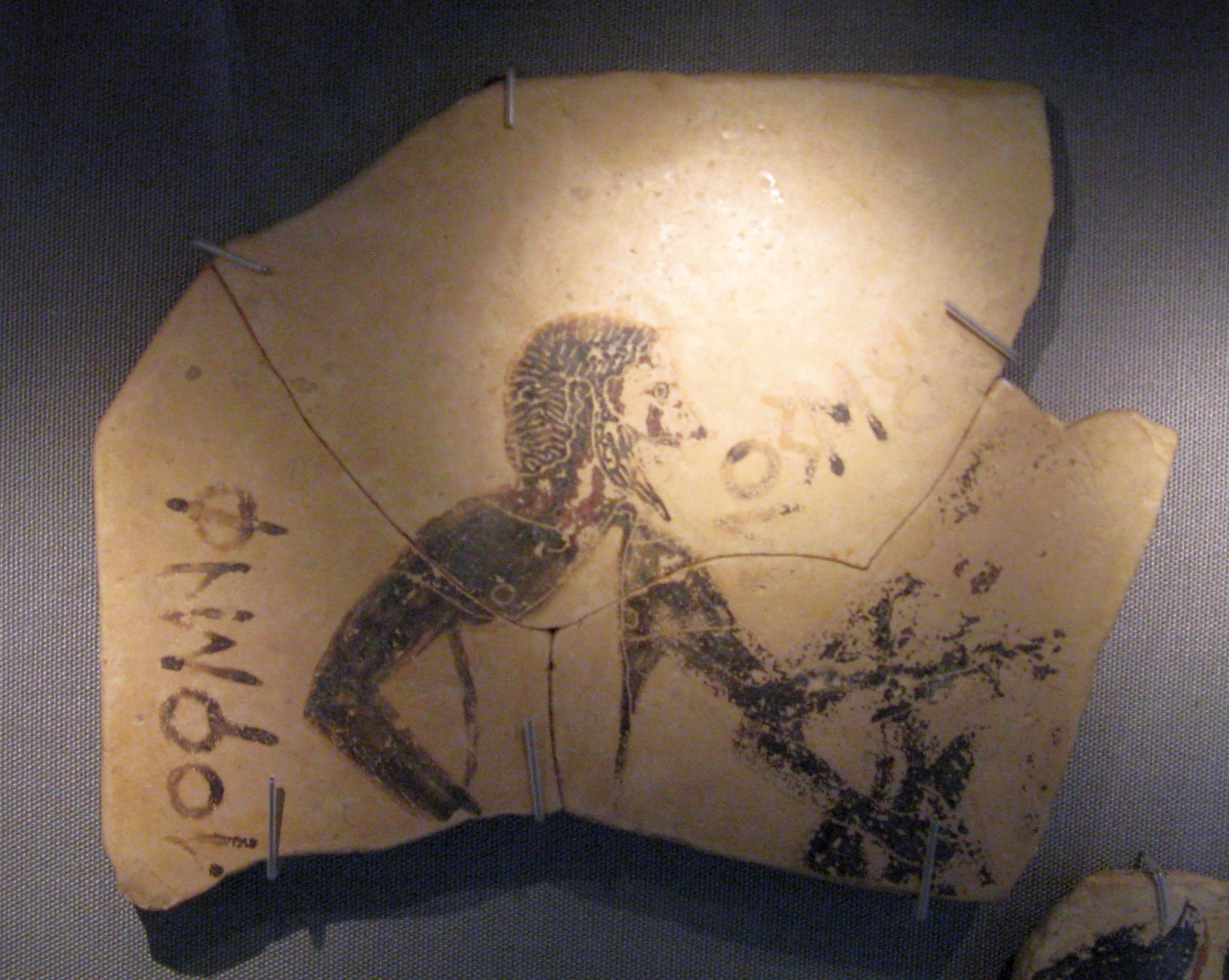
Càrrega de materials
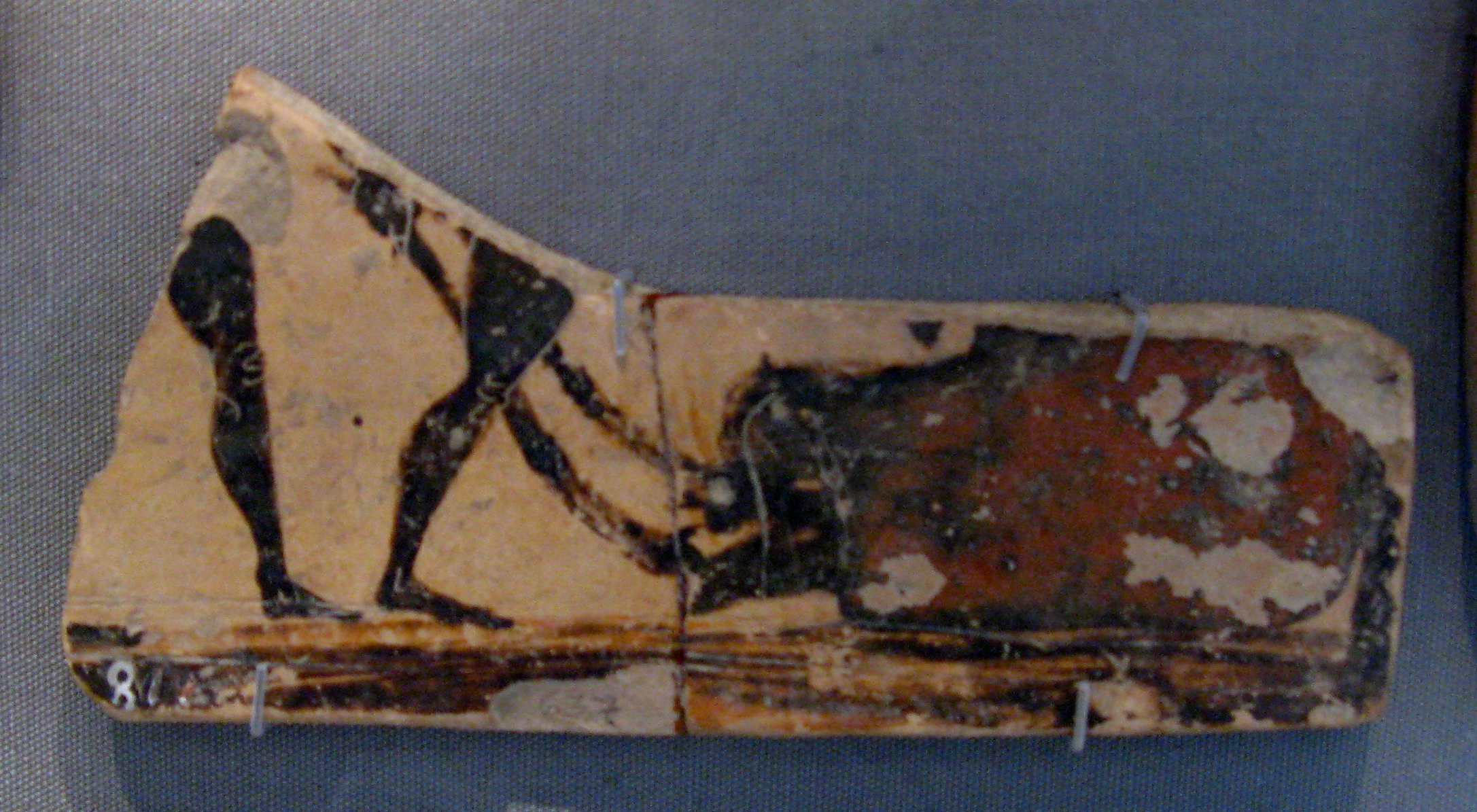
Càrrega de materials
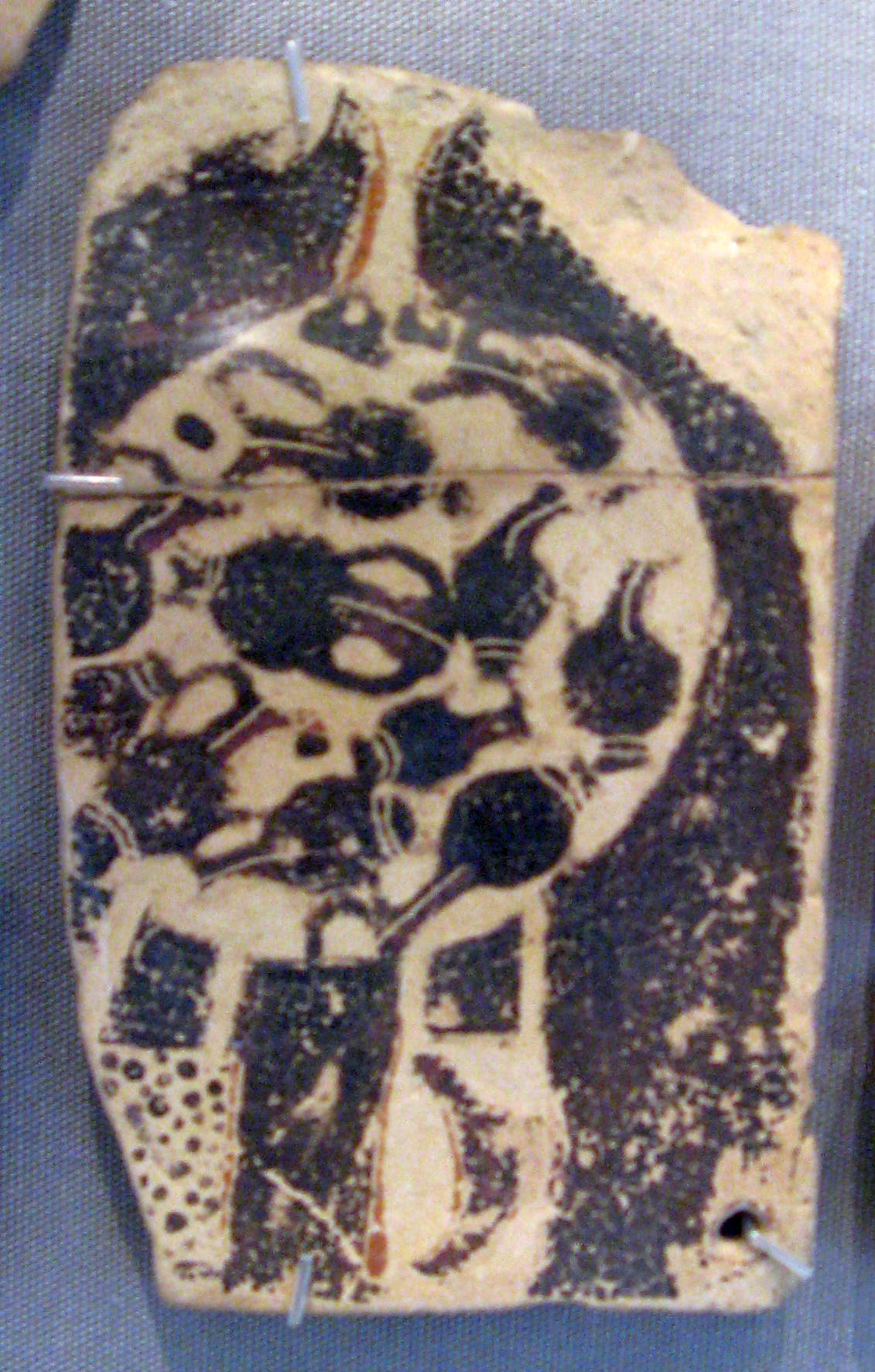
Mirant dins el forn, on es veuen diverses peces
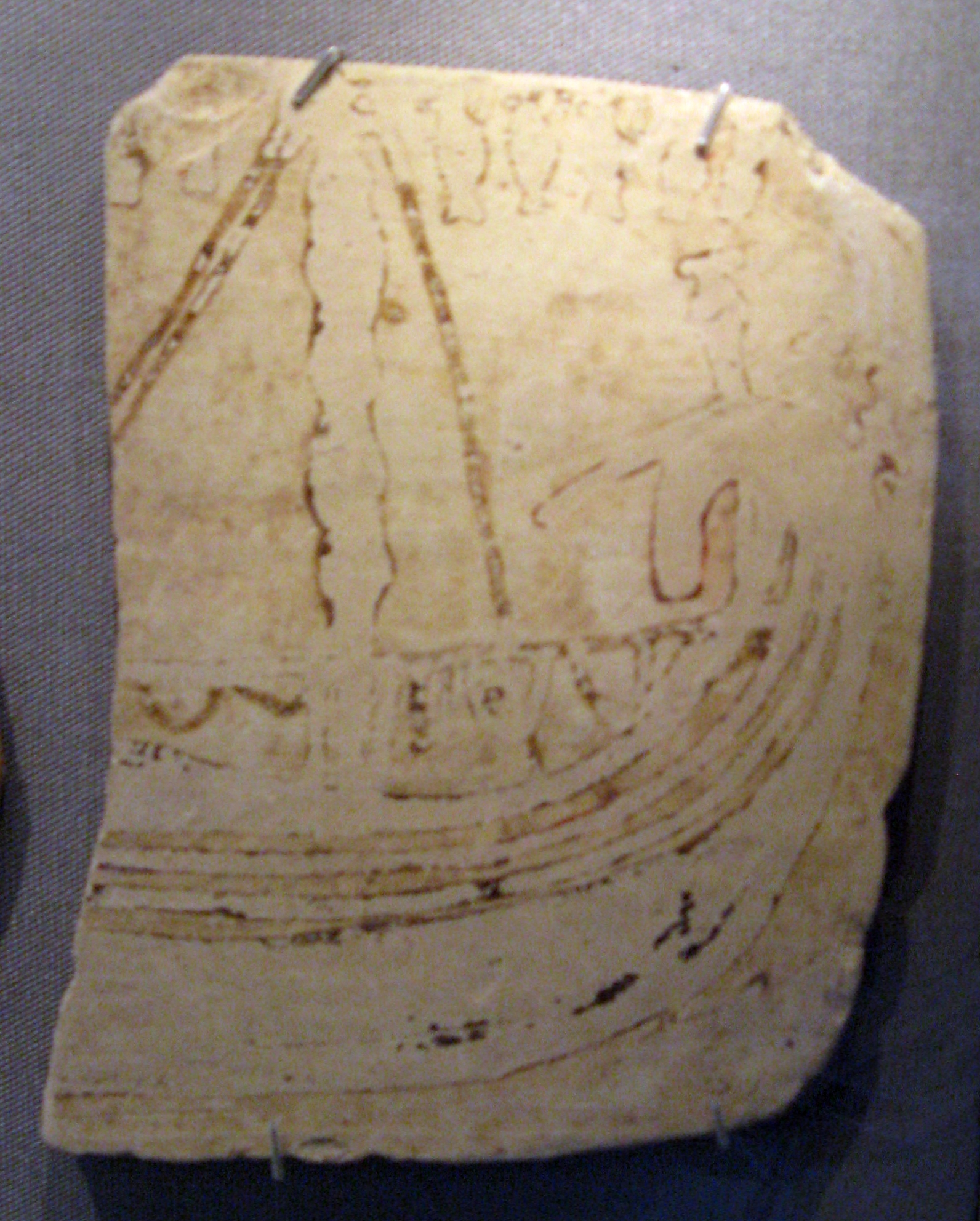
Càrrega de materials
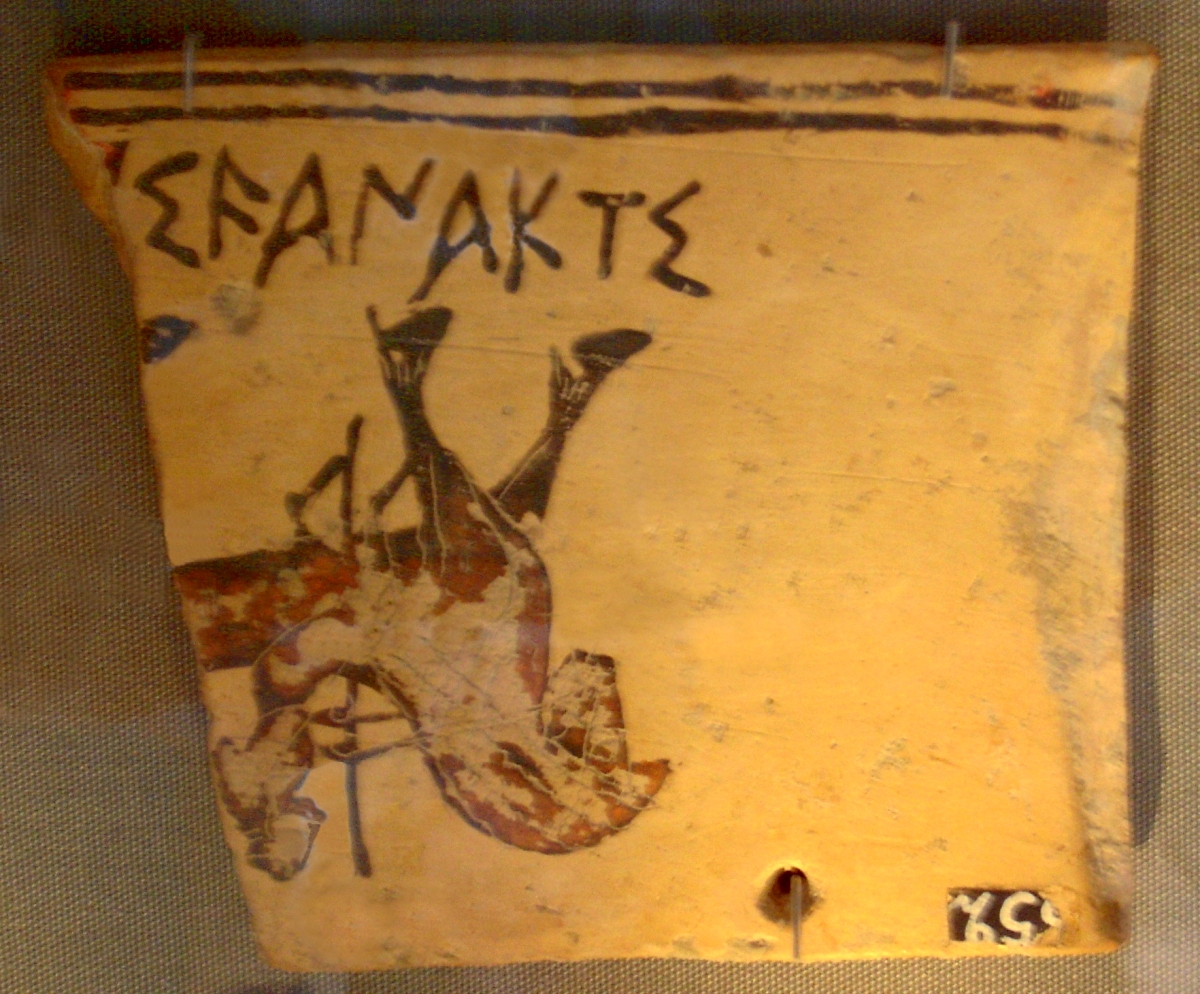
Genet del Temple de Posidó amb inscripció "ΠΟΤΕΙΔΑΝ] Ι ΦΑΝΑΚΤΙ"
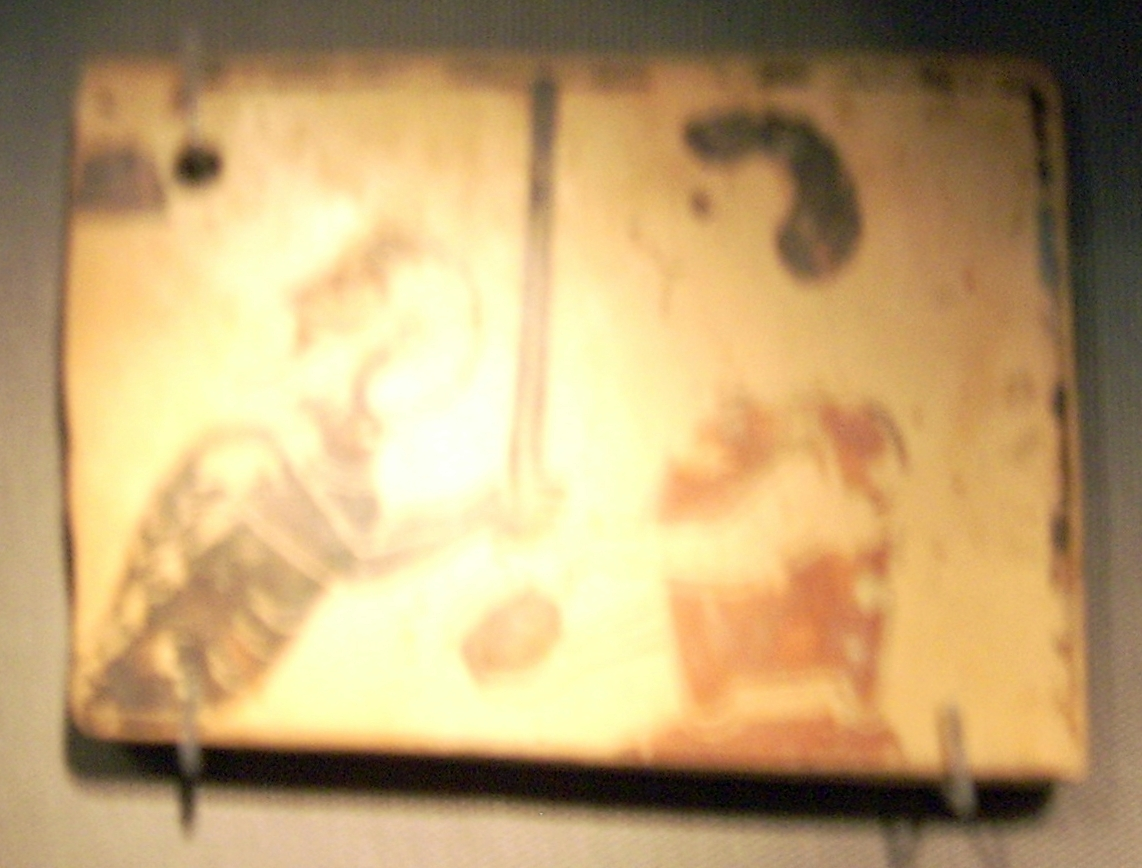
Elaborant ceràmica

## Galeria d'alguns pínaxs del Museu del Louvre

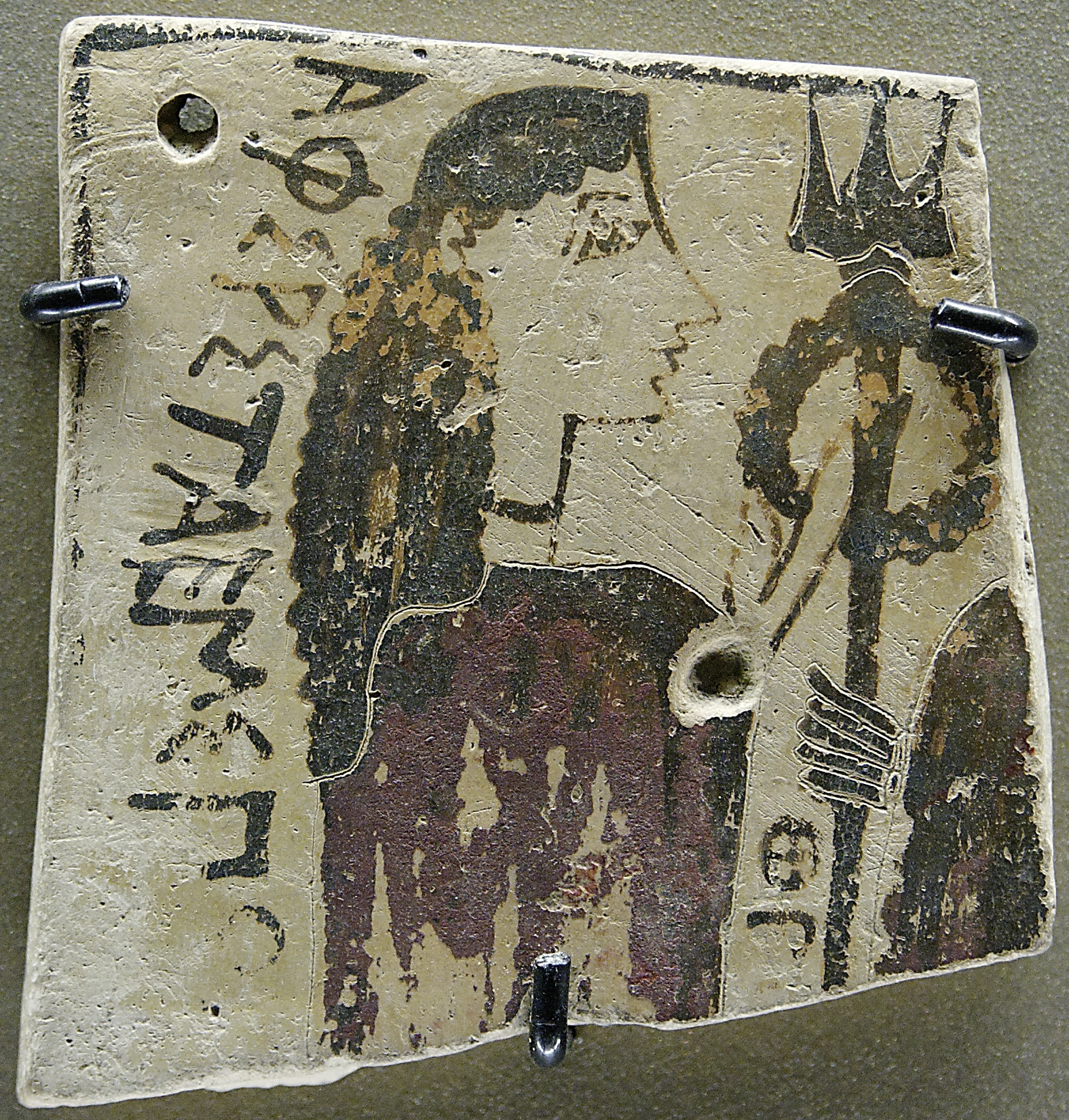
Dea Anfítrite
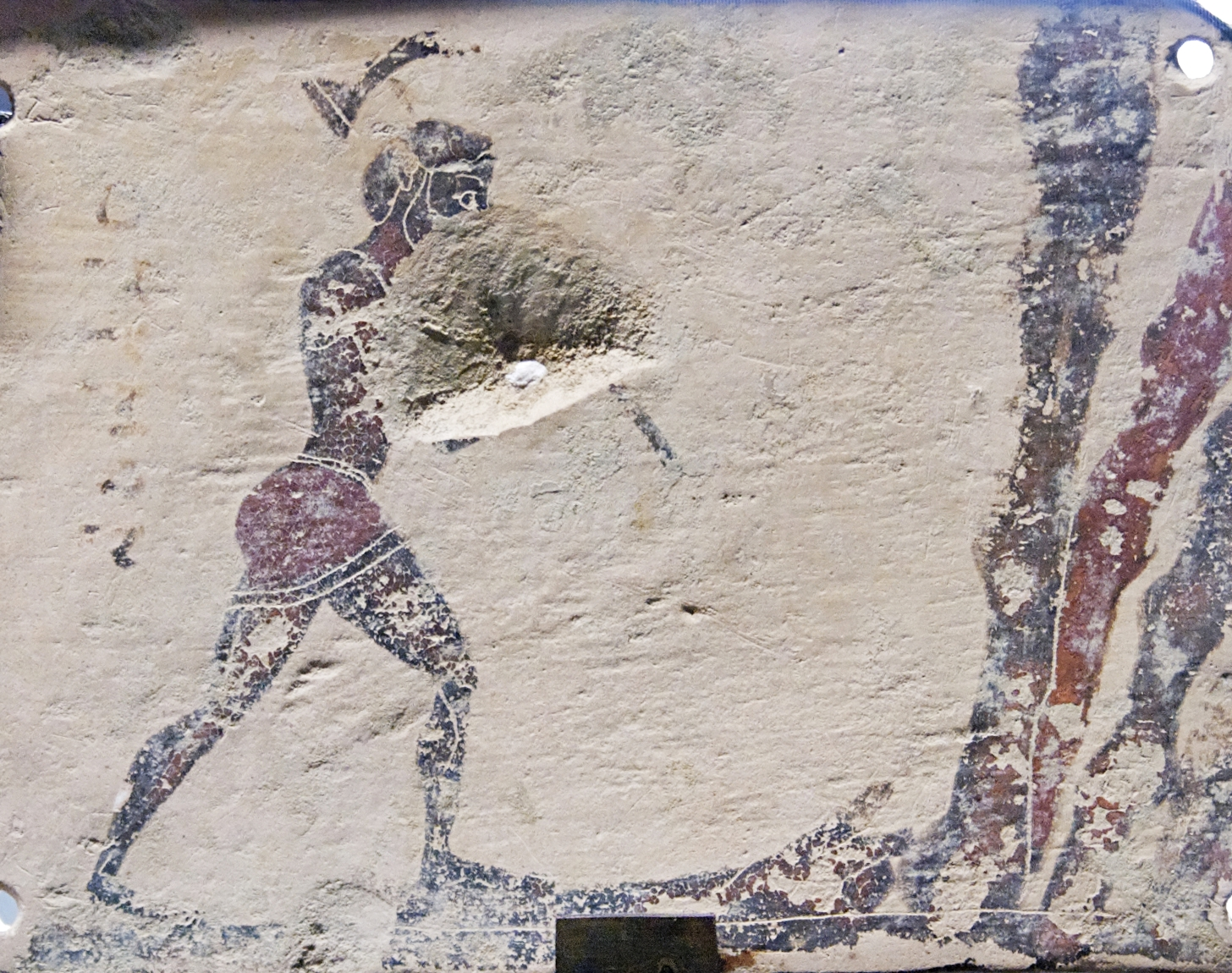
Extraient argila
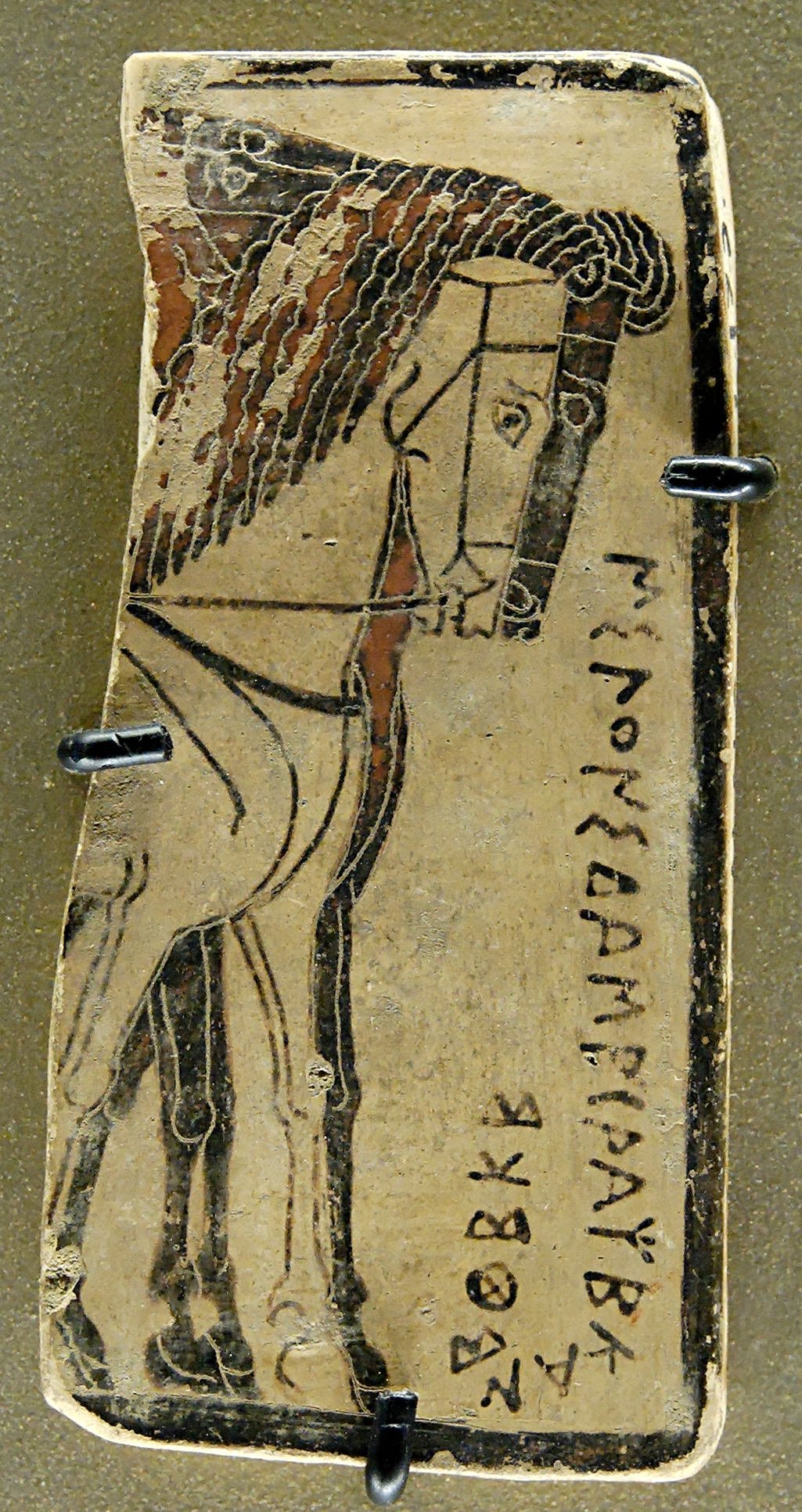
Fragment de quadriga amb inscripció
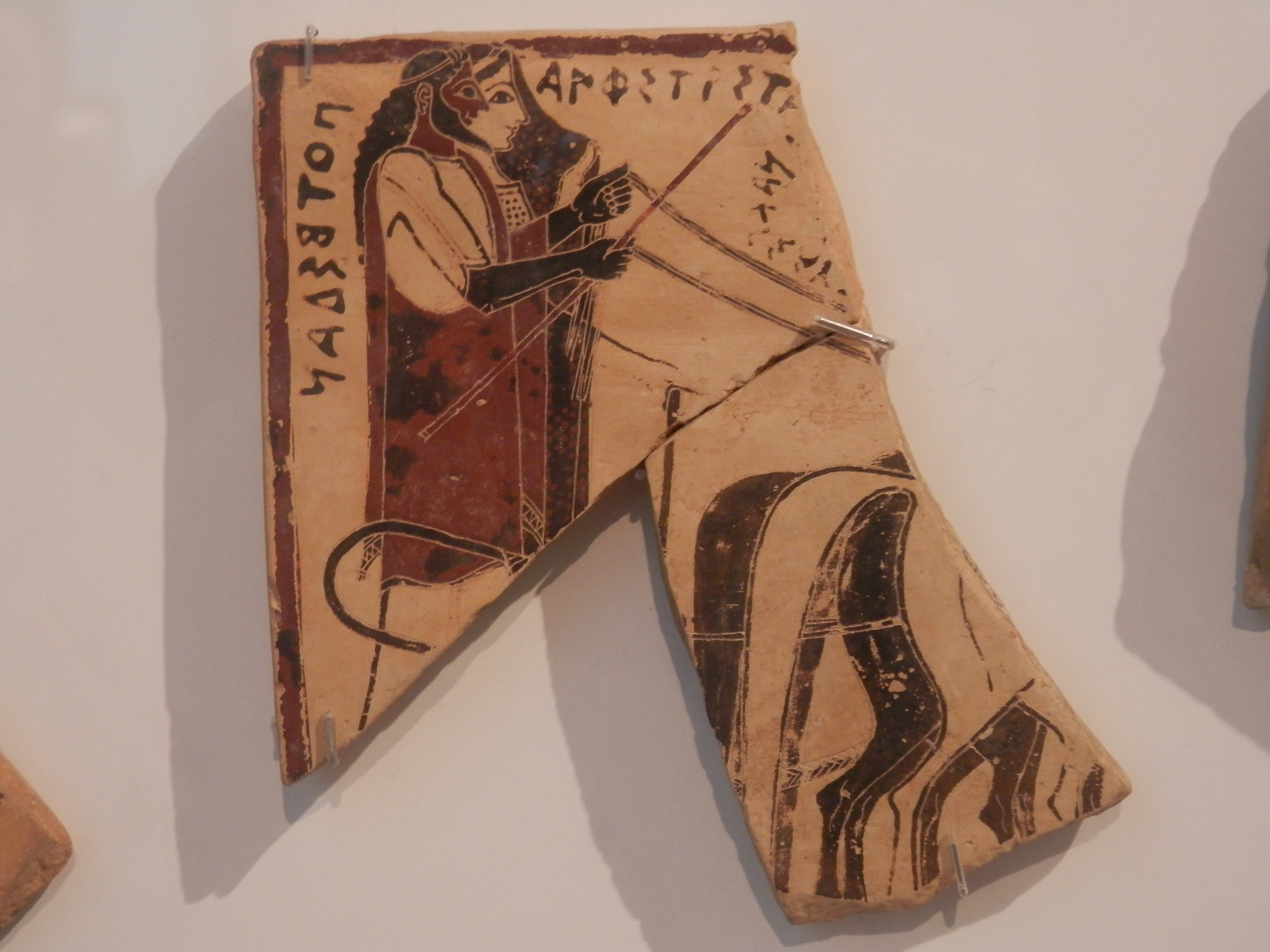
Déu Posidó conduint una quadriga
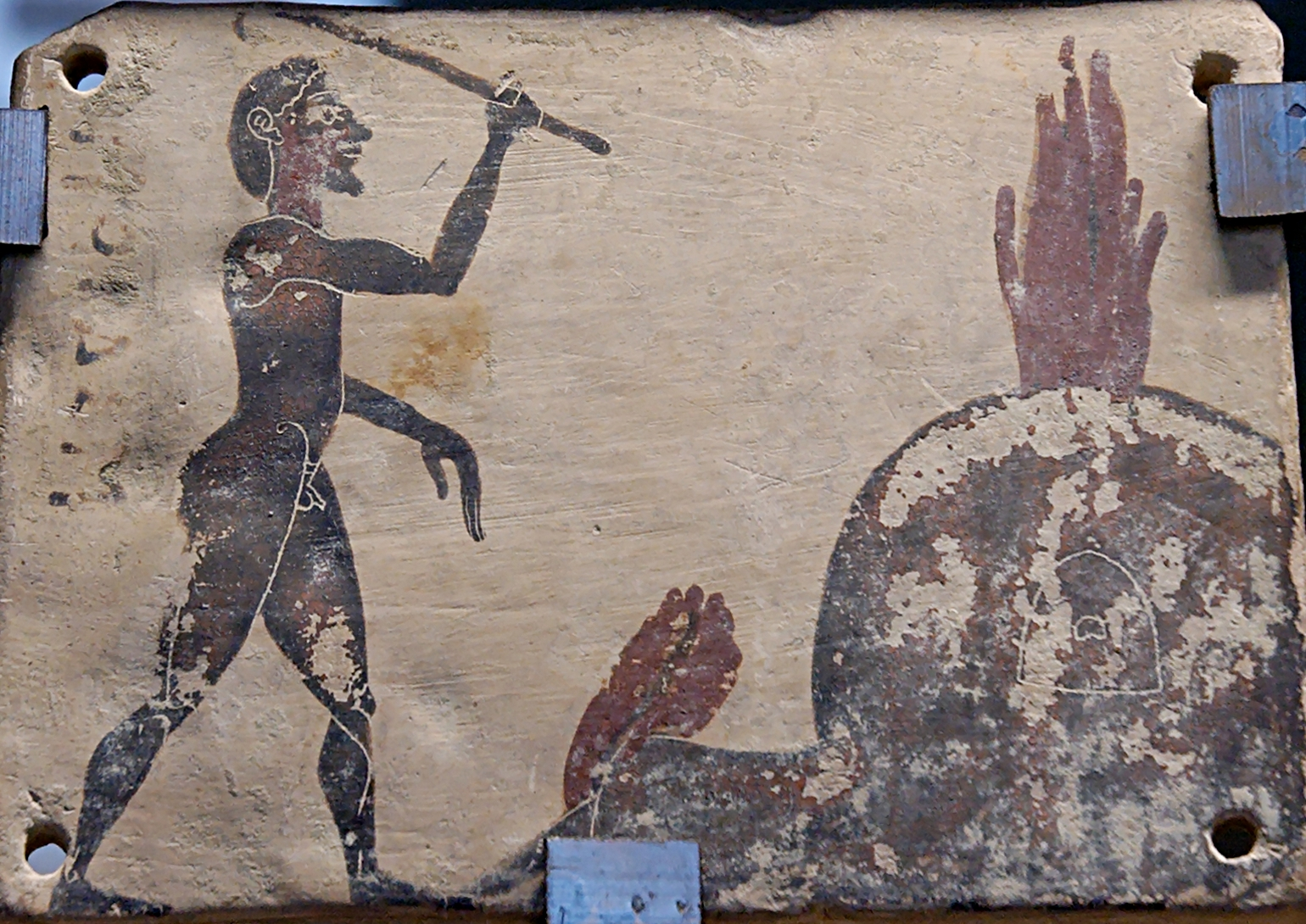
Taller de ceramista amb el kiln
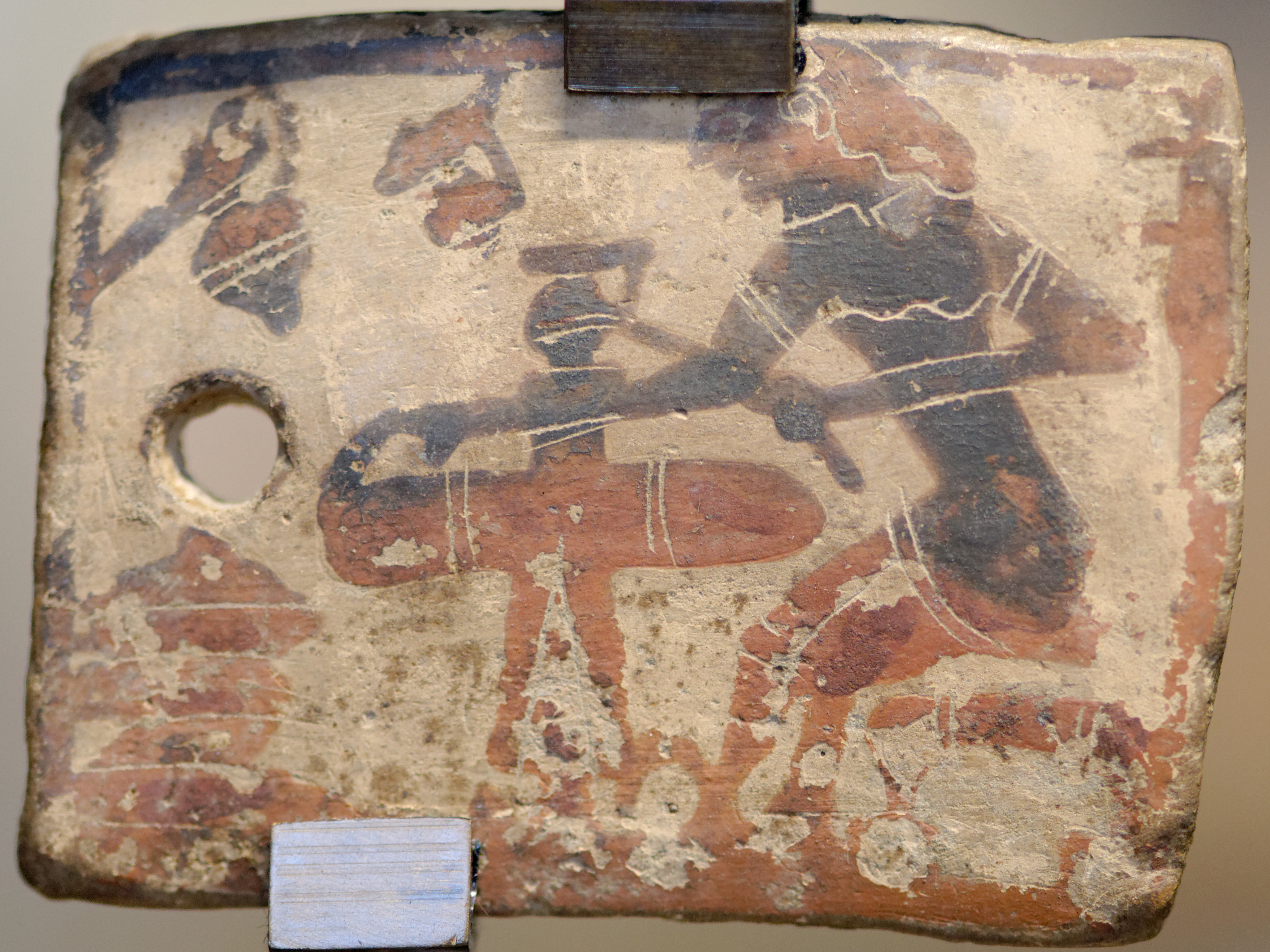
Ceramista treballant amb un torn